# Adamovské Kochanovce
Adamovské Kochanovce is een Slowaakse gemeente in de regio Trenčín, en maakt deel uit van het district Trenčín.
Adamovské Kochanovce telt 842 inwoners.